# 극장판 천재 추리 탐정 셜록홈즈
《극장판 천재 추리 탐정 셜록홈즈》(중국어: 大偵探福爾摩斯：逃獄大追捕)는 2019년 공개된 홍콩의 애니메이션 영화이다. 려하의 아동문학 시리즈 《천재 추리 탐정 셜록홈즈》의 18번째 이야기 "탈옥"과 32번째 이야기 "감옥 II"를 각색한 것이다.